# Alophoixus griseiceps
Alophoixus griseiceps, "gråkronad bulbyl", är en fågelart i familjen bulbyler inom ordningen tättingar. Den betraktas oftast som underart till bruntofsbulbyl (A. pallidus), men urskiljs sedan 2016 som egen art av Birdlife International och Internationella naturvårdsunionen.
Fågeln förekommer enbart i bergsområdet Pegu Yoma i Myanmar. Den kategoriseras av Internationella naturvårdsunionen som livskraftig.